# Manuel Fernandez-Herba Pereira
Frei Manuel Fernandez-Herba Pereira, OP, (Lisboa, Portugal, 30 de Setembro de 1878 – El Picado, Almagro, Ciudad Real, Espanha, 28 de julho de 1936), foi um sacerdote professo dominicano português. Foi Prior e Superior Provincial dos Dominicanos, em Espanha. Mártir da Guerra Civil Espanhola, foi beatificado em 2022 pelo Papa Francisco.

## Vida e obra
Frei Manuel Fernández-Herba Pereira nasceu em Lisboa a 30 de Setembro de 1878.
Estudou no Colégio de Celanova (Ourense) e depois no Seminário de Tui. Começou o noviciado na Ordem dos Pregadores (Dominicanos) em Padrón (Corunha) a 20 de Novembro de 1895. Veio a terminar o noviciado já em Corias (Astúrias). Residiu como estudante no Convento de Jerez de la Frontera e estudou no Colégio de Cuevas de Vera (Almeria). Distinguiu-se como aluno estudioso, especialmente em Ciências Naturais.
Após ser ordenado sacerdote foi missionário na Venezuela. Em Caracas esteve no Convento de São Jacinto, como leitor conventual de casos morais e litúrgicos, e como organista na Capela do Sagrado Coração de Jesus.
A partir do ano lectivo 1918–1919 passou ao Convento de Almagro, sendo docente de Química e Francês. Sendo Prior do Convento de Almagro, foi em 1919 eleito Prior Provincial. Enquanto esteve à frente da Província da Bética na sua Ordem inaugurou um Seminário Menor, com 48 alunos, em edifício contíguo ao Convento de Almagro.
Em 1931 foi reeleito Prior Provincial. Participou em vários Capítulos Gerais da Ordem dos Pregadores.

## Martírio
Durante a Guerra Civil Espanhola decorreram diversas campanhas de perseguição religiosa, as mais graves e violentas ocorridas até então na Europa desde a Revolução Francesa, inclusive.
O Convento da Assunção de Almagro tinha colégio, noviciado e estudo geral. Com o fim do ano lectivo e tendo em conta o ambiente político os superiores religiosos enviaram a maioria dos alunos do colégio para as suas casas e parte dos noviços para o Convento de Scala Coeli, em Córdoba.
A 18 de Julho, depois do levantamento militar, os religiosos começaram a sofreu ameaças e insultos por parte de anarquistas, liderados pelo ateneu libertário. A 21 de Julho foi incendiada a Paróquia vizinha de Madre de Deus e quando vários religiosos tentaram apagar o incêndio foram agredidos por uma multidão que pilhava o interior da Igreja e instalações paroquiais. Os dirigentes do ateneu libertário pediram ao alcaide, o socialista Daniel García Pozo, que lhes permitisse fuzilar os religiosos. Sabendo que os anarquistas planeavam incendiar o Convento de Almagro, o alcaide recomendou aos religiosos que abandonassem o Convento e fossem incógnitos para casas particulares. Contudo os anarquistas forçaram os religiosos a instalar-se numa só casa abandonada, junto da Paróquia de Madre de Deus. O alcaide tentou salvar os religiosos, passando um a um salvo-condutos para fora de Almagro.
A 31 de Julho já tinham sido incendiadas imagens conventuais, quando foi publicado o decreto de confisco dos edifícios religiosos em favor das autoridades municipais, tendo o Convento sido igualmente confiscado.
Segundo Frei Vicente Díaz Rodríguez, a maioria dos religiosos do Convento Dominicano de Almagro foram fuzilados por ódio à Fé no exterior do Convento. Em pleno início da Guerra Civil, um grupo de 20 religiosos dominicanos integrado pelo português Frei Manuel Pereira foi assassinado a 8 de Agosto de 1936 por milicianos anarquistas que, desrespeitando os salvo-condutos passados pelo alcaide, forçaram os religiosos a sair da casa onde de encontravam para os campos em redor de Almagro, onde os fuzilaram impiedosamente.
O reconhecimento do martírio dos religiosos dominicanos foi determinado pelo Papa Francisco em 2019.
Enterrados anteriormente na Igreja do Convento da Anunciação de Calatrava, em Almagro, os restos mortais dos mártires dominicanos foram trasladados em 2022 para o Convento de São Tomás de Aquino de Sevilha.

## Beatificação
O Papa Francisco aprovou, em finais de 2019, a beatificação de 20 religiosos dominicanos designados por Mártires de Almagro, 19 espanhóis e 1 português, assassinados por ódio à Fé durante a Guerra Civil. A cerimónia de beatificação estava prevista para 22 de Setembro de 2020, mas teve de ser adiada devido à pandemia de coronavírus.
A Beatificação de Frei Manuel Fernandez-Herba Pereira decorreu na Catedral de Sevilha no dia 18 de Junho de 2022, juntamente com mais 19 mártires da Guerra Civil Espanhola. A Beatificação foi presidida pelo Cardeal Marcello Semeraro, Prefeito da Congregação para as Causas dos Santos, em representação do Papa Francisco.